# 마켄나의 황금
마켄나의 황금(Mackenna's Gold)은 1969년 개봉한 미국의 서부 영화이다. J. 리 톰슨이 감독하고 그레고리 펙, 오마 샤리프, 텔리 사발라스, 테드 카시디, 카밀라 스파르브, 줄리 뉴마 등이 출연하였다. 촬영은 조셉 맥도날드가 담당하였으며, '수퍼 파나비전 70'에 테크니컬러로 촬영되었다. 음악은 퀸시 존스가 맡았다.
이 영화는 헥 앨런(필명은 윌 헨리)이 저술한 동명의 소설을 바탕으로 하며, 황금에 대한 유혹이 어떻게 다양한 사람들을 타락하게 하는가를 이야기한다. 소설은 1860년대에 퍼졌던 미국 뉴멕시코 남서부 계곡의 보물 이야기(Lost Adams Diggings)에 대략 기초하며, 프랭크 도비의 '아파치 금, 야키 은' 전설의 영향을 받았다.

## 출연

### 주연
- 그레고리 펙
- 텔리 사바라스
- 오마 샤리프
- 줄리 뉴마

### 조연
- 카밀라 스파브
- 키넌 윈
- 테드 캐시디
- 리J.콥
- 레이몬드 머시
- 버제스 메러디스
- 안소니 퀘일
- 에드워드 G. 로빈슨
- 엘리 웰라치

## 기타
- 미술: 제프리 드레이크
- 의상: 노마 코치

## 한국판 성우진 (KBS, 1983년 11월 13일)
- 유강진 - 샘 마켄나(그레고리 펙)
- 이완호 - 존 콜로라도(오마 샤리프)
- 장유진 - 잉가(카밀라 스파브)